# Anthon (ruisseau)
Pour les articles homonymes, voir Anthon (homonymie).
L'Anthon est un ruisseau de la Haute-Saône prenant sa source dans le bois d'Anthon et se jetant dans le ruisseau des Vieilles-Granges. Il est le confluent du  ruisseau de Dournon. Sa particularité tient du fait qu'il se jette dans un gouffre avant d'en ressortir 2 km plus loin au niveau de Traitiéfontaine.
Le ruisseau sort régulièrement de son lit notamment à l'entrée du gouffre où il peut atteindre une largeur de plus de 20 mètres.

## La canalisation
Le ruisseau est canalisé et dévié de son cours normal après la sortie du bois d'Anthon. Il servait jadis à un moulin à grain.